# Астрильд-метелик синьоголовий
Астрильд-метелик синьоголовий (Uraeginthus cyanocephalus) — вид горобцеподібних птахів родини астрильдових (Estrildidae). Мешкає в Східній Африці.

## Опис

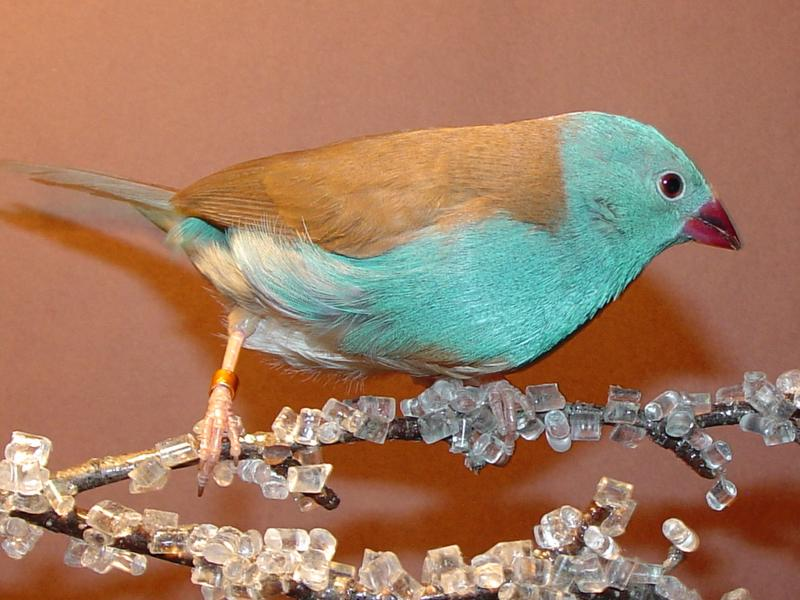
Синьоголовий астрильд-метелик

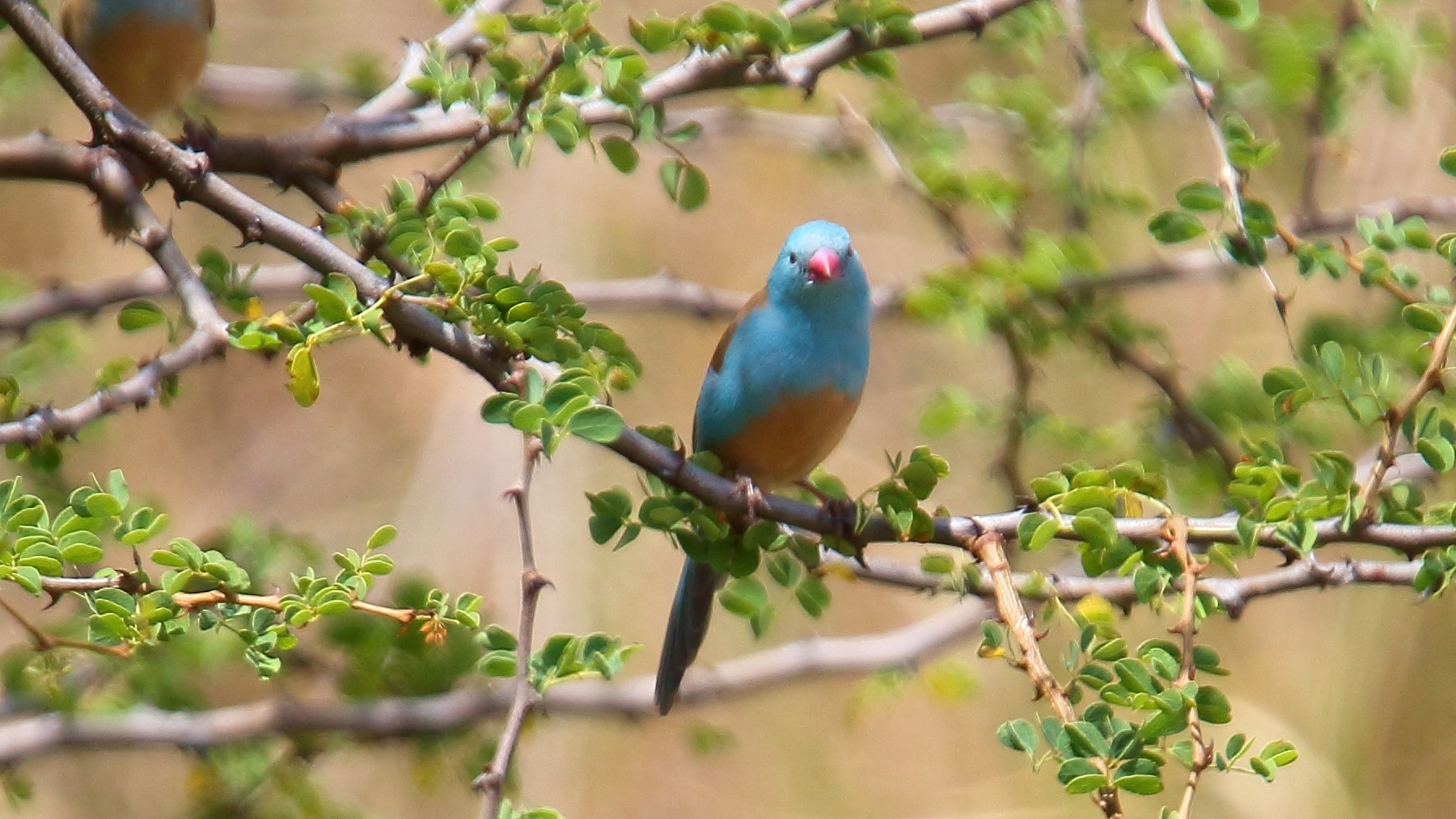
Синьоголовий астрильд-метелик

Довжина птаха становить 14 см. Голова, горло, груди, боки, надхвістя і хвіст бірюзово-блакитні, спина, крила і живіт коричневі, гузка охриста. Очі червонуваті, навколо очей сіруваті кільця, дзьоб пурпурово-червоний, на кінці і з країв більш темний, лапи тілесного кольору. Самиці мають менш яскраве забарвлення, блакитного відтінку в їх оперенні менше, особливо на голові.

## Поширення і екологія
Синьоголові астрильди-метелики Ефіопії, Сомалі, Південному Судані, Кенії і Танзанії. Вони живуть в низькотравних саванах, місцями порослих чагарниками і деревами. Зустрічаються поодинці або парами, на висоті до 2000 м над рівнем моря. Іноді приєднуються до змішаних зграй птахів разом з савановими і червонощокими астрильдами-метеликами та з червонодзьобими амарантами. 
Синьоголові астрильди-метелики живляться насінням трав, яке збирають з землі. Крім того, вони доповнюють раціон дрібними комахами, ягодами, плодами і пагонами. Сезон розмноження у них припадає на другу половину сезону дощів. Самці приваблюють самиць в характерний для астрильдових спосіб — виконують демонстраційні танці, присідаючи перед самицями, тримаючи в дзьобі травинку або перо і водночас співаючи. Гніздо кулеподібне з бічним входом, робиться парою птахів з переплетених рослинних волокон і стебел трави, встелюється шерстю і пір'ям, розміщується в густій рослинності, часто поряд з осиним гніздом. Іноді птахи використовують покинуті гнізда ткачиків. В кладці від 4 до 6 білуватих яєць. Інкубаційний період триває 13-14 днів, насиджують і самиці і самці. Пташенята покидають гніздо через 19-19 днів після вилуплення, однак батьки продовжують піклуватися про них ще два-три тижні.